# استفانی انوره
استفانی انوره (انگلیسی: Stephanie Honoré؛ زادهٔ ۱۱ مهٔ ۱۹۸۴) یک هنرپیشه اهل ایالات متحده آمریکا است. وی از سال ۲۰۰۵ میلادی تاکنون مشغول فعالیت بوده‌است.

## گزیده فیلمشناسی
از فیلم‌ها یا برنامه‌های تلویزیونی که وی در آن نقش داشته‌است می‌توان به آثار زیر اشاره کرد.
- امتحان ایمان (۲۰۰۷)
- مقصد نهایی ۴ (۲۰۰۹)
- آینه‌ها ۲ (۲۰۱۰)
- ماردی گرا (۲۰۱۱)
- خونریزی (۲۰۱۱)
- پادشاهان فرار (۲۰۱۲)
- اکنون مرا می‌بینی (فیلم) (۲۰۱۳)
- ۱۳ گناه (۲۰۱۴)
- جا مانده (فیلم ۲۰۱۴) (۲۰۱۴)
- ربوده‌شده ۳ (۲۰۱۴)
- تمرکز (فیلم ۲۰۱۵) (۲۰۱۵)